# التعدد العرقي
التعدد العرقي يشير هذا المصطلح إلى التقارب بين خلفيات عِرقيّة مختلفة للناس داخل بلدٍ ما أو أي منطقة جغرافية معينة. وهو يتعلّق أيضاً بقدرة الأفراد ورغبتهم بالتعريف عن أنفسهم بعِرقيات متعددة، هذه الأمر يحدث عندما تستوطن عدة عِرقيات منطقة ما وذلك من خلال الهجرات والتزاوج مختلط الأعراق والتجارة والغزو وتقسيم الأراضي بعد انتهاء الحروب، وكان لهذا آثاراً سياسية واجتماعية على البلدان والمناطق.
للعديد من البلدان إن لم يكن كلها قدرٌ من التعددية العِرقيّة، فلدى نيجيريا وكندا مستويات عالية وبلدان مثل اليابان وبولندا لديها مستويات منخفضة وبالتحديد مستوىً أقل في الإحساس بالتجانس. وقد أثار حجم التعددية العِرقيّة في بعض البلدان الغربية بعض الجدالات ضدها، وقد تضمنت الاعتقاد أن ذلك يؤدي إلى إضعاف مواطن قِوى كل مجتمع وكذلك الاعتقاد أن القضايا العِرقيّة السياسية في البلدان المتعددة العرقِيّة من الأفضل أن يتم التعامل معها بقوانين مختلفة مخصصة لعِرقيّات معينة.

## التاريخ النظري
ألقى المؤرخ الكندي وليام ماكنيل في عام 1985 سلسلة من ثلاث محاضرات في التعددية العرقية في الثقافات القديمة والحديثة في جامعة تورنتو، وكانت الفرضية الرئيسية خلال المحاضرات هي الحجة القائلة بأنه من الأعراف الثقافية للمجتمعات أن تكون مؤلفة من عدة مجموعات عرقية مختلفة، يقول ماكنيل مدافعاً عن قوله " بأن المثل الأعلى للتجانس المجتمعي في غرب أوربا قد نما ما بين عاميّ 1750 و 1920 بسبب نمو الاعتقاد بالقاعدة الوطنية الواحدة (القومية) للتنظيم السياسي للمجتمع، وقد اعتقد ماكنيل أن الحرب العالمية الأولى هي النقطة التي أضعفت الرغبة في تجانس الأمم.

## التأثيرعلى السياسية
تقسّم التعددية العرقِيّة البلدان مما يعقد السياسة ويجعل من الحكومات المحلية والوطنية تحاول إرضاء كل المجموعات العرقية في بلدانها، وكذلك يحاول العديد من السياسيين إيجاد التوازن بين الهويات العرقِيّة داخل بلدهم وهوية البلد ككل، وتلعب القومية كذلك دوراً كبيراً في هذه النقاشات السياسية، حيث أن التعددية الثقافية والتوافقية هما البديلين الديموقراطيين للقومية في البلدان متعددة الأعراق، وتستلزم فكرة كون القوميّة اجتماعية عوضاً عن أن تكون عِرقية وجود تنوع ثقافي وشعور مشترك بالهوية، وكذلك على مجتمع لا يقوم على أساس الأصل، وتختلف الدول المتعددة ثقافياً ودستورياً ما بين دولاً لامركزية ودولاً موحدة مثل (بريطانيا العظمى) ودول فدرالية مثل (بلجيكا وسويسرا وكندا)، والأحزاب العرقِيّة في هذه المناطق المتعددة الأعراق ليست معادية للدولة ولكن بالعكس هي تسعى للحصول على أقصى قدر من السلطة داخل هذا البلد، وتواجه العديد من الدول متعددة العِرقيّة هذه المعضلة بقراراتها السياسية والدول والمناطق التالية مجرد بضع أمثلة لهذه المعضلة وتأثيراتها:

### الولايات المتحدة الأمريكية
الولايات المتحدة دولة أسستها أعراق مختلفة ووُصفت بأنها «بوتقة» ينصهر فيها الجميع وهذا المصطلح يُستخدم للتأكيد على الدرجة التي تُوثر بها المجموعات المكوّنة ودرجة التأثر بها بين بعضها البعض، وكذلك مصطلح «وعاء السلطة» والذي صيغ مؤخراً بالمقارنة مع مجازية «بوتقة الانصهار» والذي يؤكد على الاحتفاظ الأساسي لتلك المجموعات بهويات مميزة رغم تقاربها من بعضها البعض وتأثيرها على الثقافة العامة التي تعيشها. وقد ظهرت في السنوات الأخيرة قضية مثيرة للجدل وهي مسألة ثنائية اللغة، فعلى مرّ القرون الماضية جاء العديد من المهاجرين من أمريكا الإسبانية بلغتهم الأم الإسبانية وأصبحوا أقلية مهمة بل حتى أغلبية في العديد من مناطق الجنوب الغربي، حيث بلغ تعداد المتحدثين باللغة الإسبانية 40% في ولاية ولاية نيومكسيكو، وبسبب ذلك ظهرت نزاعات حول سياسة اللغة لأن غالبية السكان في العديد من المناطق يتحدثون اللغة الإسبانية كلغةٍ أم، وتتمحور أكبر النقاشات حول التعلّم ثنائي اللغة لطلاب الأقليات اللغوية، وكذلك حول توافر المواد الانتخابية وبطاقات الاقتراع غير الإنجليزية وأيضاً حول ما إذا كانت الإنجليزية هي اللغة الرسمية أم لا. تطورت هذه النقاشات إلى صراع عرقي بين المتعددين الذي يدعمون الثنائية اللغوية والوصول اللغوي وبين الاندماجيين الذين يعارضون هذا ويقودون الحركة الإنجليزية الرسمية، ولا تمتلك الولايات المتحدة لغة رسمية لكنها تعتبر اللغة الإنجليزية هي اللغة الوطنية الافتراضية التي يتحدث بها الأغلبية العظمى من سكان البلاد.
| اللغات في الولايات المتحدة (2006) |             |
| --------------------------------- | ----------- |
| اللغة الإنجليزية فقط              | 224.2 مليون |
| اللغة الإسبانية بما فيها الكريول  | 34.0 مليون  |
| اللغة الصينية                     | 2.5 مليون   |
| اللغة الفرنسية بما فيها الكريول   | 2.0 مليون   |
| اللغة التاغالوغية                 | 1.4 مليون   |
| اللغة الفيتنامية                  | 1.2 مليون   |
| اللغة الألمانية                   | 1.1 مليون   |
| اللغة الكورية                     | 1.1 مليون   |

### كندا
كان لكندا العديد من النقاشات السياسية بين المتحدثين بالفرنسية والمتحدثين باللغة الإنجليزية خاصة في مقاطعة كيبيك، وتعتمد كندا اللغتين الإنجليزية والفرنسية كلغتين رسميتين، وتُعرّف إلى حد كبير السياسة في كيبيك على أنها قوميّة حيث يرغب الكيبيكيون متحدثي الفرنسية الحصول على استقلالهم عن كندا على أساس الحدود العرقية واللغوية، ولقد حاول الحزب الانفصالي الرئيسي«الحزب الكيبيكي» الحصول على السيادة مرتين: واحدة في عام 1980 والأخرى في عام 1995 والتي فشل خلالها بهامشٍ ضيق بنسبة 1.2%. ومنذ ذلك الحين من أجل أن تبقى كندا موحدة منحت الحكومة مقاطعة كيبيك قانونها الخاص وبذلك تكون اعترفت بإن كيبيك دولة داخل الدولة المتحدة لكندا.

### بلجيكا
تسبب الانقسام بين الشمال الناطق باللغة الهولندية «فلاندر» والجنوب الناطق باللغة الفرنسية «والونيا» بأن تصبح ديموقراطية البرلمان مُستقطبة عِرقيّاً، وعلى الرغم من تساوي عدد المقاعد المنصوص عليها في مجلس النواب البلجيكي لكلا الفلاندريين والوالونيين، انقسمت كل الأحزاب السياسية البلجيكية إلى حزبين متطابقين أيدلوجياً لكن مختلفين عرقياً ولغوياً، مما أدى لنمو الأزمة السياسية على نحوٍ سيء لدرجة الخشية من تقسيم بلجيكا.

### أثيوبيا
أثيوبيا أمة متعددة الأعراق مكونة من 80 مجموعة عرقية و84 لغة أصلية، وبسبب التنوع السكاني والمناطق الريفية في جميع أنحاء البلاد، كان من المستحيل تقريباً إنشاء دولة مركزية قوية، إلا أنه في نهاية الأمر تم إنجازه من خلال التطور السياسي، فقبل عام 1974 نوقشت القومية بين المجموعات الطلابية المتطرفة ولكن في أواخر القرن العشرين أصبحت القضية في طليعة النقاشات السياسية، وقد اضطُرت أثيوبيا لتحديث نظامها السياسي ليكون قادراً على التعامل جيداً مع النقاشات القومية. بسطت حكومة الديرغ «الحكومة العسكرية المؤقتة لأثيوبيا الاشتراكية» سيطرتها بالأيدلوجيا الماركسية اللينينية، وحثّت على حق تقرير مصيرها ورفض أي تسوية بشأن القضايا القومية. عانت أثيوبيا في الثمانينيات من سلسلة من المجاعات وذلك لفقدانهم المساعدات السوفيتية بسبب تفكك الاتحاد السوفيتي وانهيار حكومة الديرغ، في نهاية المطاف استعادت أثيوبيا استقرارها واعتمدت نظاماً سياسياً حديثاً نموذجاً لجمهورية برلمانية فدرالية، ولكن لازال من المستحيل إنشاء حكومة مركزية تتولى زمام السلطة لذلك بقيت الحكومة ممزقة، وتتولى الحكومة المركزية الفدرالية ولايات إقليمية قائمة على أساس عرقي وتمنح كل ولاية منها الحق في إقامة حكومتها وديمقراطيتها.

### أسبانيا القرن التاسع عشر
وقعت حرب الاستقلال الإسبانية في عام 1808 وحتى 1814 وسط أسبانيا متعددة الثقافات، آنذاك كانت أسبانيا تحت سيطرة الملك جوزيف شقيق نابليون الأول امبراطور فرنسا، ولأن الدولة كانت واقعة تحت الحكم الفرنسي شكل الإسبان تحالفات من مجموعات عرقية لاستعادة تمثيلهم السياسي بدلاً من النظام السياسي الفرنسي الحالي في السلطة.

### جنوب شرق آسيا

بلدان جنوب شرق آسيا

في جنوب شرق آسيا تمارس المنطقة القارية (ميانمار وتايلاند ولاوس وكمبوديا وفيتنام) عموماً التيرافادا البوذية، ويمارس معظم جزر جنوب شرق آسيا وبالتحديد (ماليزيا وإندونيسيا وبروناي) الإسلام السُنّي أما بقية جزر المنطقة (الفلبين وتيمور الشرقية) فهي تمارس المسيحية الكاثوليكية الرومانية أما سنغافورة فهي تمارس الماهايانا البوذية. أتاحت هجرات كبيرة ومن مسافات طويلة خلال أواخر القرن التاسع عشر وأوائل القرن العشرين أنواعاً مختلفة من التنوع العرقي ونشأت علاقات بين السكان الأصليين في المنطقة من هذه الاختلافات الإقليمية الثقافية واللغوية. خلال ذلك الوقت تطورت كذلك الأقليات المهاجرة وخاصة الصينية، وعلى الرغم من وجود اختلافات سياسية شديدة لكل أقلية وديانة إلا أنهم ظلّوا أعضاء شرعيين في المجتمعات السياسية وكان هناك قدر كبير من الوحدة عبر التاريخ بينهم وهذا الأمر يختلف في كلٍّ من الشرق القريب وجنوب آسيا.

## التأثير الاجتماعي
بمرور الوقت يمكن أن تغيّر التعددية الإثنية الطريقة التي تمارس بها المجتمعات المعايير الثقافية.

### الزواج
أدت زيادة التزاوج المختلط في الولايات المتحدة الأمريكية إلى عدم وضوح في الخطوط العرقية وألغيت في عام 1967 قوانين مكافحة تمازج الأجناس وهي التي تحظر الزواج بين الأعراق، ويُقدّر الآن بأن يكون خُمس سكان الولايات المتحدة بحلول عام 2050 من متعددي العرقيات. حيث بلغ في عام 2000 عدد الأمريكيين ذوي الأصول العرقية المتعددة الذين تم التعرّف عليهم ذاتياّ بحوالي 6.8 مليون نسمة أي ما نسبته 2.4% من السكان، 
في حين أن هذا العدد من الزيجات بين الأعراق آخذ في الازدياد، هناك مجموعات عرقية عُثر عليها وهي معرّضة أكثر لأن تكون متعددة العرقية معرّفين عن أنفسهم بانتمائهم لأكثر من خلفية عرقية واحدة، يقول يهافاني أرباندي في مقالته حول التعددية العرقية:
«يتمتع الآسيويون واللاتينيون بمعدلات أعلى بكثير في الزيجات المختلطة مقارنة بالسود، وأنهم على الأرجح أكثر تقبّلاً للإبلاغ عن تعدديتهم العرقية من السود الذبين يدّعون في أغلب الأحيان أنهم عرقية وهوية واحدة. هذه المسألة يجادل فيها المؤلفون [Lee, J & Bean, F.D] بأن السود لديهم إرث من العبودية وتاريخ من التمييز في الولايات المتحدة حيث وقعوا ضحية قاعدة (القطرة الواحدة) أي أن بوجود دم أسود سيُصنّف الشخص تلقائياً بأنه أسود.»

### الجيش

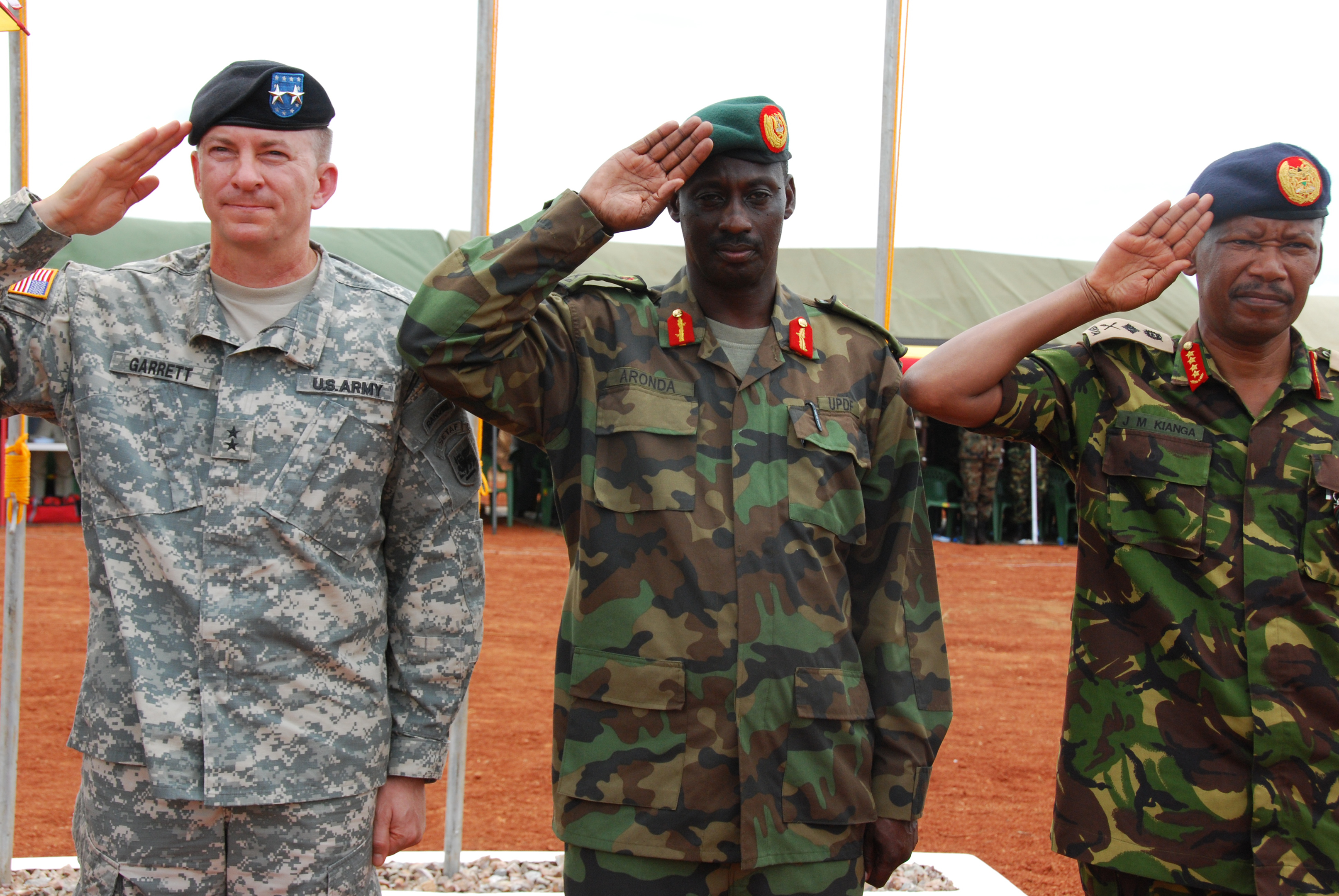
تكريم اللواء ويليام ب. جاريت الثالث، قائد الجيش الأمريكي في إفريقيا، والجنرال نياكايريما أروندا، قائد قوات الدفاع ، وقوات الدفاع الشعبية الأوغندية ، والجنرال جيريمايا كيانا ، رئيس الأركان العامة في كينيا ، ع خلال حفل افتتاح Natural Fire 10 ، كيتجوم ، أوغندا ، 16 أكتوبر 2009.

تتألف معظم القوات المسلّحة في الوقت الحاضر من أشخاص متعددي الخلفيات العرقية ويُعتبرون كذلك بسبب الاختلاف في العرق أو الأصل أو اللغة أو الخلفية، وفي حين أن هناك أمثلة كثيرة على القوات المتعددة العرقية إلا أن أبرزها بين أكبر القوات المسلحة في العالم (الولايات المتحدة والاتحاد السوفيتي السابق والصين)، ولا تعد ظاهرة القوات المسلحة متعددة الأعراق جديدة، فقد ظهرت هذه القوى المتعددة منذ الإمبراطورية الرومانية القديمة وإمبراطوريات الشرق الأوسط وحتى بين الحكام المغول، لكن الجيش الأمريكي كان أحد أوائل الجيوش الحديثة التي بدأت بالاندماج العرقي بأمر من الرئيس ترومان في عام 1945.

## الانتقادات
هناك حجج ضد التعددية العرقية وكذلك ضد استيعاب العرقيات في المناطق متعددة الأعراق، فقد جادل لبعض المستويات من الإنفصالية كلاً من ويلموت روبنسون في الدولة العرقية، ودانييل إل تومسون في المطالبات السياسية للعصابات الهندية المعزولة في كولمبيا البريطانية. 
صرح روبنسون في الدولة العرقية" أن التعددية العرقية مثالية وأنها فقط تقلل من كل ثقافة، واعتقد أنه من بين الثقافة المتعددة الأعراق تكون الدولة أو المنطقة ككل أقل قدرة للوصول إلى أوجها الثقافي من كل العرقيات الفردية المكونة لها، ويعزز هذا التعدد بالأساس من إضعاف العرقية وبالتالي يعيقها في جميع جوانب الثقافة. 
أشار تومبسون في المطالبات السياسية للعصابات الهندية المعزولة في كولمبيا البريطانية إلى الفوائد من السياسات الانفصالية في بعض المستويات وإن كانت صغيرة، ويجادل في مدى فوائد السماح للمجموعات العرقية مثل الآميش والهوتريتيين في الولايات المتحدة وكندا أو الساميين في النرويج على العيش ضمن أطراف الحكم. هذه المجموعات العرقية تود الإبقاء على هويتهم العرقية وبالتالي يُفضلون سياسات الانفصال من أجل أنفسهم لأنها لا تتطلّب منهم أن يتوافقوا مع سياسات جميع الأعراق القومية.